# KkStB 910
Die Dampflokomotivreihe kkStB 910 war eine Schnellzug-Schlepptenderlokomotivreihe der k.k. österreichischen Staatsbahnen (kkStB).

## Geschichte
Für den schwachen Oberbau verstaatlichter Privatbahnen benötigten die kkStB Schnellzuglokomotiven, die leichter als die Reihen 110 und 10 waren.
Karl Gölsdorf konstruierte mitten im Ersten Weltkrieg die Reihe 910 unter Verwendung wesentlicher Bauteile der Reihen 10 und 429.9.
So stammte der Kessel im Wesentlichen von der 429.9, die Treibräder von der 10.
Das führende Krauß-Helmoltz-Gestell stammte von der Reihe 310, für die hintere Adams-Achse musste er aus Gewichtsgründen Räder mit kleinerem Durchmesser vorsehen.
Die Reihe 910 war die letzte Konstruktion Gölsdorfs. Das erste Exemplar wurde erst nach dem plötzlichen Ableben des Konstrukteurs abgeliefert.
Die Maschinen leisteten 1180 PS und erreichten problemlos 120 km/h, wurden aber aus bremstechnischen Gründen und, um Lagerschäden zu vermeiden, nur für 90 km/h zugelassen.
Die 22 Stück umfassende Reihe wurde von der Lokomotivfabrik Floridsdorf von 1916 bis 1918 geliefert. Sie wurden vor dem Balkanzug eingesetzt, der den mit Kriegsbeginn eingestellten Orient-Express ersetzte, und stellten damit einen europäischen Langstreckenrekord der damaligen Zeit auf.
Nach dem Ersten Weltkrieg kam die Reihe 910 geschlossen zu den ČSD, die sie als 364.0 bezeichnete.
Sie wurden von Tetschen aus vor leichten Schnellzügen nach Prag und Nimburg sowie von Lundenburg nach Brünn und Prerau eingesetzt.
Um Wasserüberreißen zu vermeiden, bauten die ČSD zwei höhere mit einem Rohr verbundene Dampfdome ein.
Später wurden sie in Bodenbach stationiert, von wo sie Personenzüge nach Prag, Nimburg und Komotau zogen.
Im Verlauf des Zweiten Weltkrieges kamen alle Maschinen zur Deutschen Reichsbahn, die ihnen die Nummern 35 501–522 gab.
Alle überstanden den Krieg, wurden aber von den ČSD bis 1950 ausgeschieden.

## Sonstiges
Diese Reihe kann als direkter Vorläufer der ČSD-Baureihe 365.0 angesehen werden, die ab 1921 von der Ersten Böhmisch-Mährischen Maschinenfabrik an die ČSD geliefert wurde.